# Siarczan srebra(II)
Siarczan srebra(II) (nazwa Stocka: siarczan(VI) srebra(II)), AgSO4 – nieorganiczny związek chemiczny z grupy siarczanów, sól kwasu siarkowego i srebra na II stopniu utlenienia.

## Otrzymywanie
Siarczan srebra(II) uzyskano w roku 1964 w postaci roztworu w kwasie siarkowym w wyniku rozpuszczania w tym kwasie tlenku srebra(II) (AgO) oraz poprzez elektrolizę nadchloranu srebra(I) (AgClO4), również w kwasie siarkowym.
Siarczan srebra(II) w postaci stałej otrzymany został po raz pierwszy w roku 2010 przez polsko-słoweński zespół kierowany przez Wojciecha Grochalę (Uniwersytet Warszawski). Opublikowano dwie metody syntezy:
1. Z heksafluoroantymonianu(V) srebra(II):
Ag(SbF6)2 + K2SO4 → AgSO4↓ + 2KSbF6
Reagenty zmieszano z zestalonym bezwodnym fluorowodorem w temp. −196 °C i ogrzano do temp. topnienia HF (−83 °C); pojawił się wówczas czarny osad AgSO4.
2. Z fluorku srebra(II):
AgF2 + H2SO4 → AgSO4↓ + 2HF↑
Fluorek srebra(II) rozpuszczono w kwasie siarkowym w temp. −35 °C. Po ustąpieniu wydzielania fluorowodoru odsączono czarny osad AgSO4. Uzyskany produkt był czystszy niż w metodzie 1.

## Właściwości
Siarczan srebra(II) krystalizuje w układzie trójskośnym. Ze względu na konfigurację elektronową srebra(II) 4d9 wykazuje właściwości paramagnetyczne. W temperaturze >120 °C rozkłada się z wydzieleniem tlenu do pirosiarczanu srebra(I), a przy dalszym ogrzewaniu >250–370 °C do siarczanu srebra(I) z wydzieleniem trójtlenku siarki:
4AgSO4 → 2Ag2S2O7 + O2↑ → 2Ag2SO4 + 2SO3↑
We wszystkich istotnych właściwościach fizykochemicznych wykazuje znaczną odmienność w stosunku do pokrewnego bezwodnego siarczanu miedzi(II) (CuSO4).